# Regina Spektor
Regina Spektor (* 18. února 1980 Moskva) je americká písničkářka a klavíristka. Její hudba je řazena do antifolkového žánru.
Narodila se v hudební rodině, její otec je fotograf a amatérský houslista, matka je učitelka na konzervatoři. Regina byla od malička vedena k dráze koncertní pianistky, doma se učila hrát na pianino Petrof po dědečkovi. V roce 1989 – v době perestrojky – emigrovala se svými rodiči do New Yorku. Rodiče jí nemohli dovézt její staré piano, a tak chodila hrát na rozladěné piano do sklepa místní synagogy. V New Yorku také hru na piano vystudovala.
Původně se zajímala pouze o vážnou hudbu, později však objevila hip hop, rock a punk rock, ještě později písničkářky Joni Mitchell a Ani DiFranco, které podstatnou měrou ovlivnily její další hudební směřování. První a cappella písničky napsala v šestnácti, o dva roky později se u nich už doprovázela na piano.
První dvě alba 11:11 (2001) a Songs (2002) si vydala svým vlastním nákladem. V roce 2004 podepsala smlouvu s vydavatelstvím Warner Bros..
Po ruské invazi na Ukrajinu 24. února 2022 odsoudila jednání prezidenta Vladimira Putina a „hrůzy války“. Svůj post doplnila fotografií z dětství v SSSR z oslav 9. května, které vždy byly coby datum konce 2. světové války oslavou míru.

## Diskografie

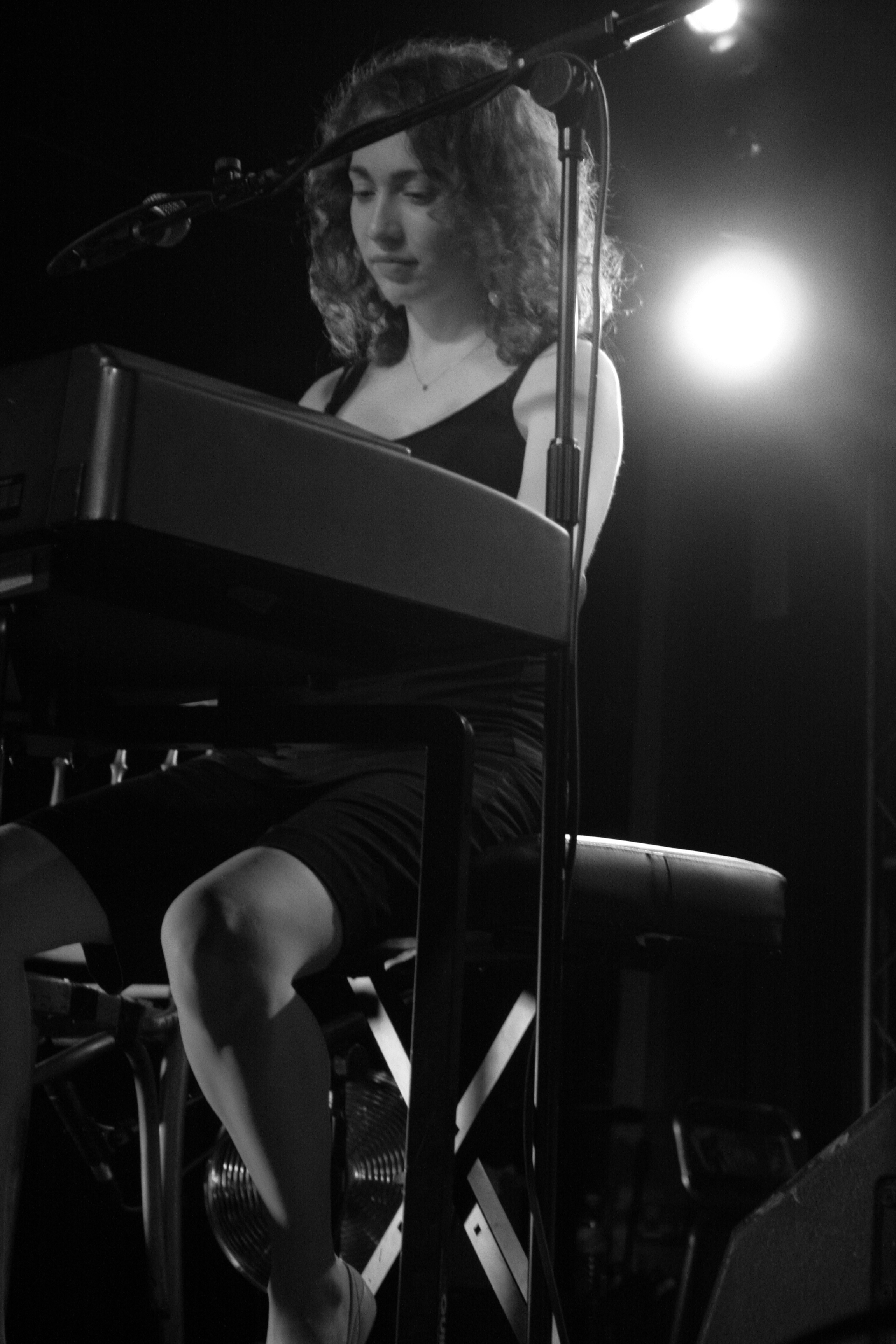
Regina Spektor na koncertě v roce 2006

### Alba
- 2001 – 11:11 (Regina Spektor)
- 2002 – Songs (Regina Spektor)
- 2004 – Soviet Kitsch (Sire/London/Rhino)
- 2006 – Begin to Hope (Sire)
- 2009 – Far
- 2012 – What We Saw from the Cheap Seats
- 2016 – Remember Us to Life
- 2022 – Home, Before and After

### Singly a EP
- 2003 – Reptilia b/w Modern Girls & Old Fashion Men (Rough Trade)
- 2004 – Your Honor / The Flowers (Shoplifter)
- 2005 – Live at Bull Moose EP (Sire)
- 2005 – Carbon Monoxide (Transgressive)
- 2006 – Us (Transgressive)
- 2006 – On the Radio (Sire) UK #60
- 2006 – Fidelity (Sire)
- 2008 –  The Call (film Letopisy Narnie: Princ Kaspian)

### Souborné edice
- 2005 – Mary Ann Meets the Gravediggers and Other Short Stories (Transgressive)